# Lladó
Lladó (katalanisch: Lledo d’Empordà) ist eine katalanische Gemeinde (municipio) mit 829 Einwohnern (Stand: 2024) in der Provinz Girona im Nordosten Spaniens. Sie liegt in der Comarca Alt Empordà. Neben dem gleichnamigen Hauptort Lladó gehören die Ortschaften Llavanera, El Manol und El Pujol zur Gemeinde.

## Lage
Lladó liegt etwa 29 Kilometer nördlich von Girona unterhalb des Bergzuges Baga d’en Ferran auf einer Höhe von ca. 195 m. 

## Bevölkerungsentwicklung
| Jahr      | 1960 | 1970 | 1981 | 1991 | 2001 | 2011 | 2021 |
| Einwohner | 739  | 635  | 509  | 484  | 507  | 724  | 844  |

## Sehenswürdigkeiten
- Marienkirche des Klosters Santa María de Lladó
- Felixkirche
- Apostelkapelle

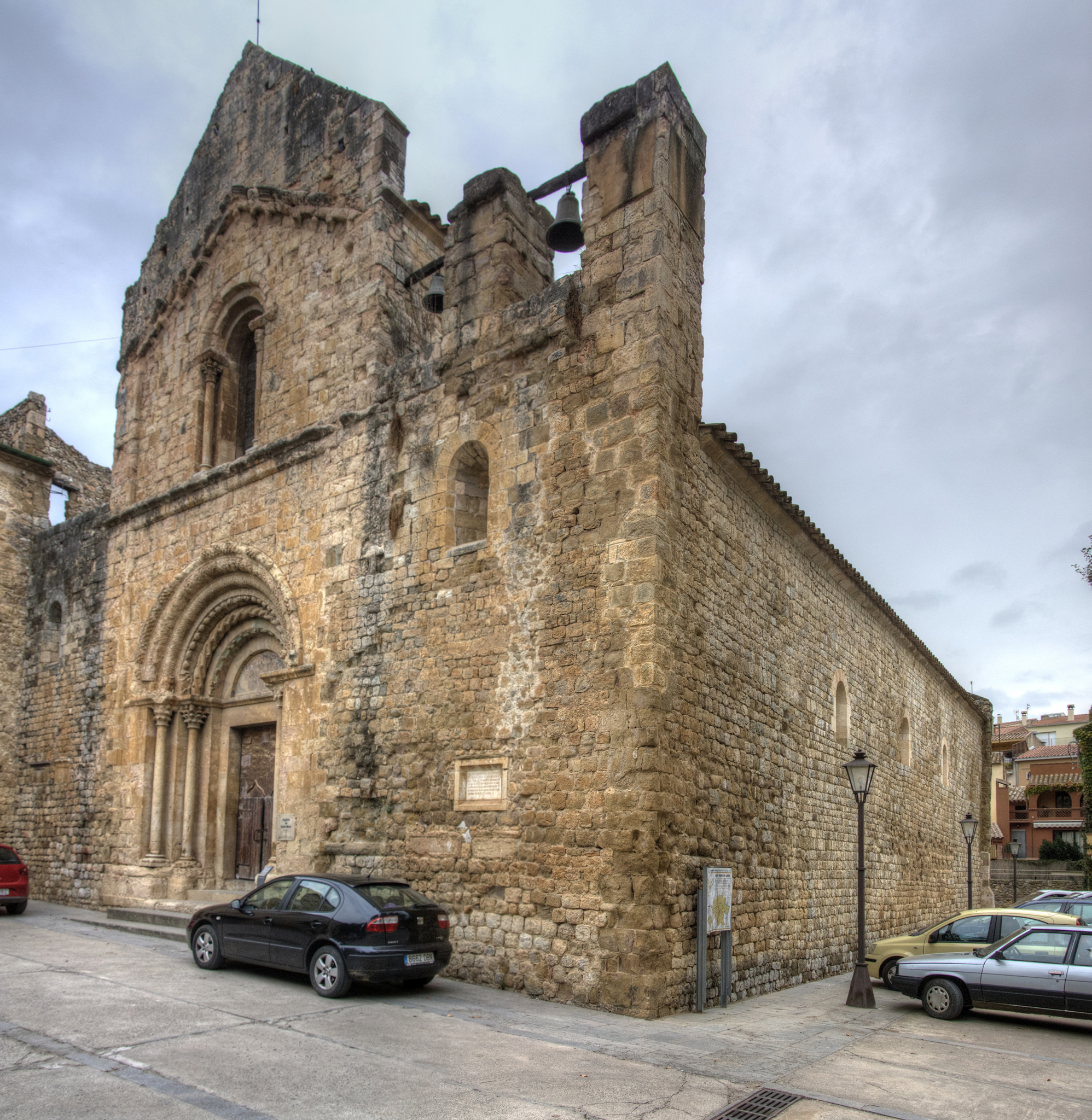
Marienkirche
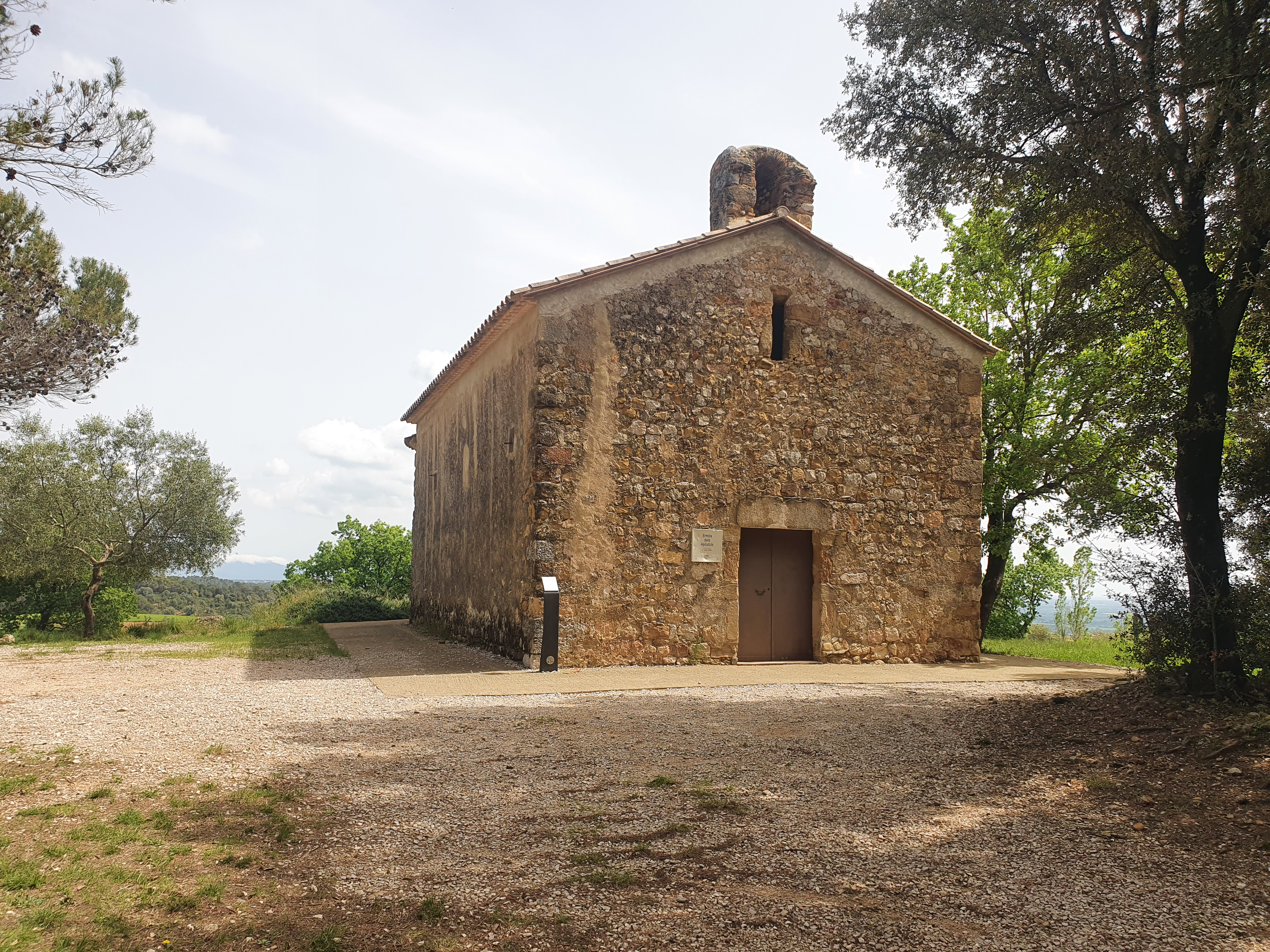
Apostelkapelle

## Persönlichkeiten
- Montserrat Vayreda (1924–2006), Dichterin